# إلدن إتش جونسون
إلدن إتش جونسون (بالإنجليزية: Elden H. Johnson)‏ هو عسكري أمريكي، ولد في 13 فبراير 1921 في بورت نوريس في الولايات المتحدة، وتوفي في 3 يونيو 1944 في فالمونتون في إيطاليا.